# Divina
Pour l’article homonyme, voir Divina (pièce de théâtre).
Divina (en hongrois : Nagydivény) est une commune de la région de Žilina, en Slovaquie.

## Histoire
La première mention écrite du village date de 1325.

## Démographie

### Évolution de la population
| Année:               | 1994. | 2004.   | 2014.   | 2024.   |
| -------------------- | ----- | ------- | ------- | ------- |
| Nombre de personnes: | 2419  | 2522    | 2413    | 2456    |
| Différence:          |       | +4,25 % | -4,32 % | +1,78 % |

| Année:               | 2023. | 2024.   |
| -------------------- | ----- | ------- |
| Nombre de personnes: | 2460  | 2456    |
| Différence:          |       | -0,16 % |